# Đào Melba
Đào Melba (tiếng Pháp: Pêche Melba, tiếng Anh: Peach Melba) là món tráng miệng gồm đào tươi, kem vani và dâu tây (hoặc mâm xôi) còn được gọi là xốt melba hoặc kem trái đào. Công thức món ăn này được nhà cải cách và hệ thống hóa ẩm thực Pháp là Auguste Escoffier sáng tạo ra để vinh danh ca sĩ Opera người Úc Nellie Melba. Thông tin chi tiết về việc món Đào Melba được sinh ra như thế nào vẫn còn mang tính chất giai thoại, ngay cả lời kể của Escoffier và Melba cũng khác nhau. Ngoài Đào Melba, Escoffier còn có những món khác gắn liền với tên tuổi và sự nghiệp Melba như Pêches au cygne (đào trên thiên nga) lấy cảm hứng và mô phỏng theo vở Lohengrin, hay như Poires Melba (Lê Melba), Fraises Melba (Dâu Melba), rồi đến Croûte en dentelle hay Bánh mì nướng Melba có trang trí cà chua bên trên.
Đào Melba chỉ gồm vài nguyên liệu dễ kiếm và dễ chế biến. Món ăn thực ra cũng không phải quá mới mẻ mà gợi nhắc đến các món tráng miệng khác trước đó của Escoffier. Tuy nhiên, cùng với sự đơn giản, Đào Melba trở nên nổi tiếng và được coi là một món ăn thanh lịch. Đó là một ví dụ điển hình về khả năng ẩm thực của Escoffier; bản thân ông cũng coi Đào Melba là một trong những thành tựu lớn nhất của mình.

## Melba và Escoffier

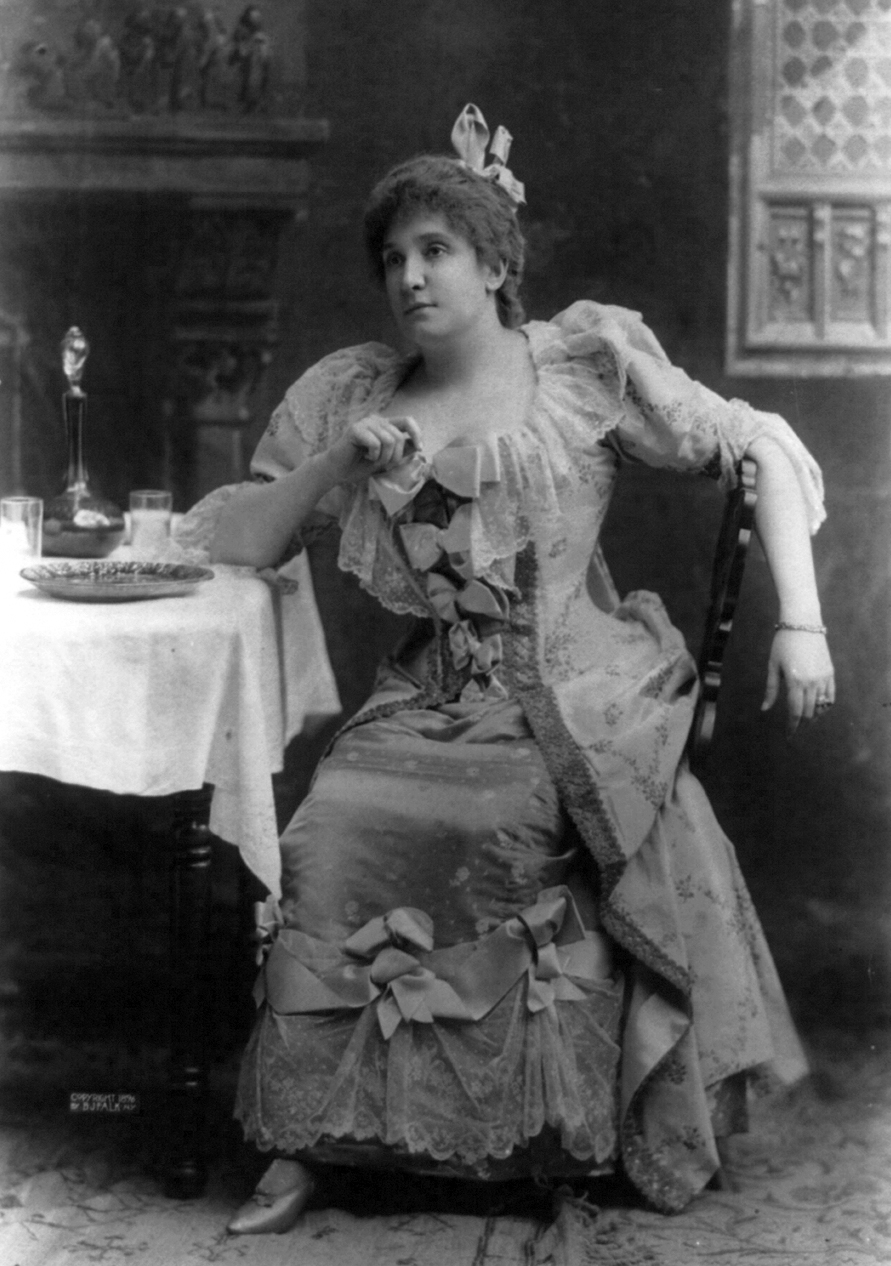
Nellie Melba

Nellie Melba là nghệ danh nữ ca sĩ người Úc (1861–1931) tên thật là Hellen Porter Mitchell. Cái tên Melba gắn liền với thành phố Melbourne quê hương bà. Không nghi ngờ gì khi gọi bà là ca sĩ nổi tiếng nhất thời đó, hay nói chung là một trong những nhân vật nổi tiếng nhất, thậm chí còn là "thần tượng của đám đông". Xinh đẹp (dù phải cố gắng chống lại tình trạng thừa cân) và đầy sức hút, bà dễ dàng kết bạn và được nhiều người ngưỡng mộ. Tên Melba của bà không chỉ được đặt tên món ăn mà còn được dùng để quảng cáo cho nhiều thương hiệu khác như các sản phẩm công nghiệp thông dụng. Vào thập niên cuối thế kỷ 19 và đầu thế kỷ 20, là giai đoạn món Đào Melba ra đời, bà chủ yếu trình diễn ở Luân Đôn tại Covent Garden, còn hiếm khi xuất hiện ở các nhà hát opera khác. Bà trình diễn tại Covent Garden trong 40 năm, đạt được danh hiệu prima donna assoluta. Những buổi trình diễn của bà trong nhà hát này có liên quan đến lịch sử của món Đào Melba. Với sự giàu có và danh tiếng, Melba yêu thích ẩm thực sang trọng và tinh tế. Ở Luân Đôn, bà thường sống tại khách sạn Savoy, có thể đây là nơi khai sinh ra món Đào Melba đầu tiên. Melba nổi tiếng với cá tính độc lập, tính kinh doanh và đại diện cho tinh thần dân chủ của thời đại mới (một trong những nữ nghệ sĩ đầu tiên gia nhập giới thượng lưu châu Âu), nhưng cũng hợm hĩnh, thích hào nhoáng và tự phụ.

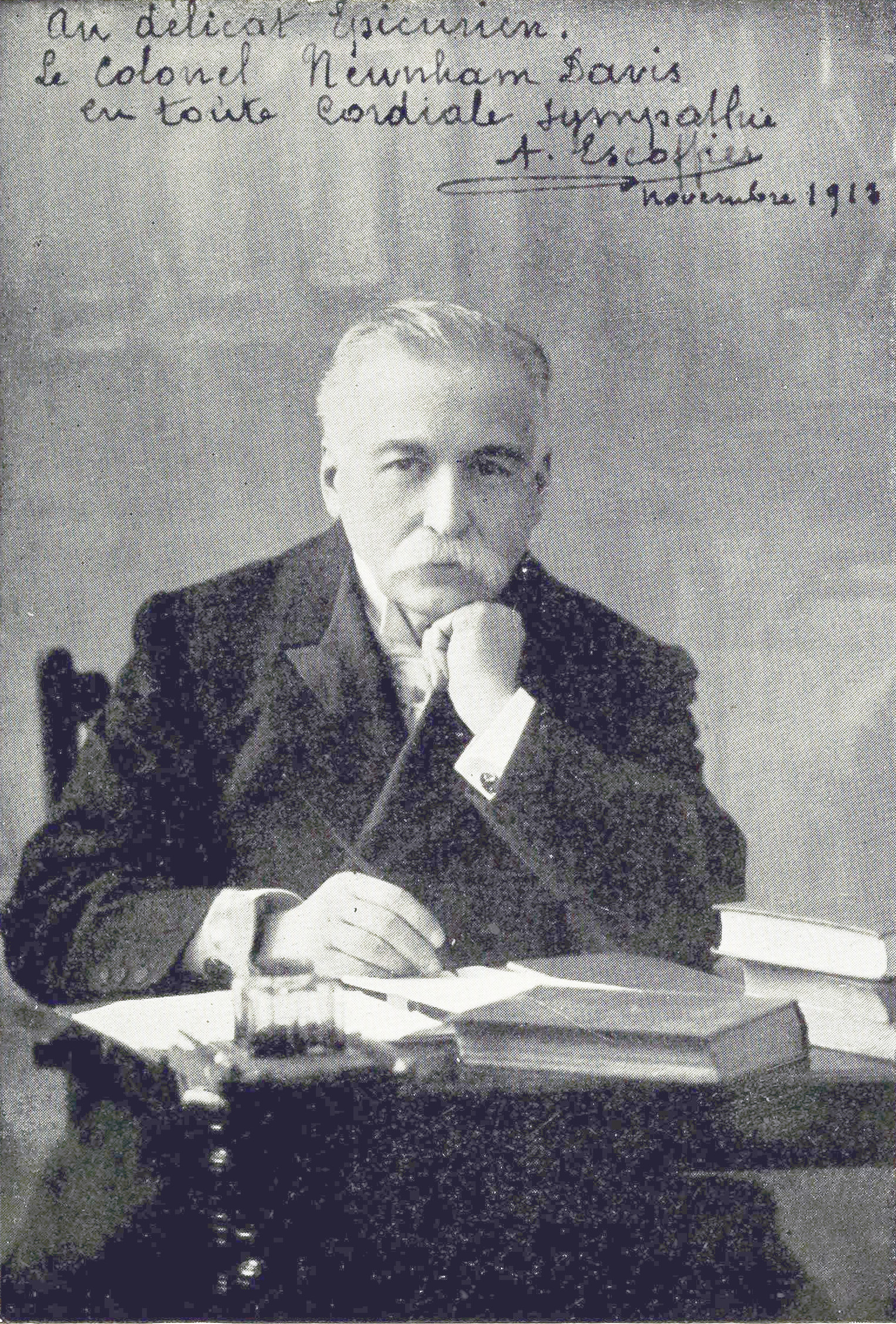
Auguste Escoffier

Auguste Escoffier (1847–1935) là một trong những đầu bếp trứ danh nhất, có công hệ thống hóa và cải cách nền ẩm thực cổ điển Pháp. Ông được công nhận cả bên ngoài nước Pháp. Từ năm 1890, khi đã có sự nghiệp danh tiếng, ông làm việc tại khách sạn Savoy ở Luân Đôn, khi ấy mới được César Ritz thành lập. Đây là một trong những khách sạn sang trọng nhất châu Âu, nơi tiếp đón nhiều người nổi tiếng trên thế giới đến và dùng bữa. Một trong số đó chính là Melba. Escoffier gặp Melba lần đầu tại đây vào năm 1893. Chính Escoffier là người góp phần đưa ẩm thực Pháp vào địa vị thống trị trên thế giới, điều này không phải hiển nhiên trước thời ông. Bản thân ông cũng coi ẩm thực Pháp đứng hàng đầu và mang tính mẫu mực. Ông cho rằng vì tạo hóa đã ban tặng cho đất nước này những điều kiện thiên nhiên tốt nhất (xem terroir) để tạo ra các nguyên liệu cơ bản tuyệt vời để chế biến món ăn, gồm cả trái cây. Cải cách ẩm thực của Escoffier coi chất lượng nguyên liệu là một trong những yếu tố quan trọng được đề cao nhất. Điểm quan trọng về chất lượng nguyên liệu dựa trên giả định tổng quát về tính đơn giản và tính tự nhiên. Trong nỗ lực hướng đến những điều này, Escoffier không chỉ củng cố sự thống trị của ẩm thực Pháp trên thế giới mà còn phá vỡ nhiều truyền thống ẩm thực lâu đời của Pháp, chẳng hạn như nét đặc trưng của đầu bếp Marie-Antoine Carême. Việc này có thể thấy qua các món ăn ví dụ như Đào Melba.
Tính hiện đại trong ẩm thực Escoffier không chỉ thể hiện ở cách chế biến món ăn mà hơn hết là ở cách tổ chức nhà bếp và nhà hàng (tương tự như cách cộng sự lâu năm của ông là Ritz đã cải cách quản lý khách sạn). Ông thay đổi cách thức hoạt động của nhà bếp theo hình ảnh dây chuyền sản xuất hàng loạt, mô hình này được hầu hết các nhà bếp sử dụng cho đến ngày nay. Chính Escoffier là người đã giới thiệu cách phục vụ gọi món à la carte phổ biến ngày nay, từ đó xóa sổ cách thức service à la française. Đây là yếu tố giúp nhà bếp đơn giản hóa, xóa bỏ những bữa ăn theo phong cách Carême hoành tráng, xa xỉ như các món khổng lồ hình kim tự tháp. Tuy nhiên, năm 1897, Escoffier và Ritz phải rời khỏi khách sạn Savoy trong một vụ tai tiếng. Năm 1898, họ chuyển đến Paris mở khách sạn Paris Ritz rồi quay lại Luân Đôn, mở khách sạn Carlton. Carlton cạnh tranh bằng sự sang trọng và hút được nhiều khách của Savoy. Escoffier làm việc tại khách sạn Carlton cho đến khi nghỉ hưu năm 1920. Cả hai khách sạn này đều xuất hiện trong các nguồn tư liệu liên quan đến lịch sử món Đào Melba.

## Lịch sử món ăn
Escoffier thường đặt tên phụ nữ cho các món ăn của mình. Một giai thoại nói rằng ông coi bí quyết lớn nhất của mình là chuẩn bị những món ăn nổi tiếng nhất cho các quý bà. Melba không phải trường hợp ngoại lệ, còn có những món đào khác đặt theo tên phụ nữ như coupe d'Antigny để tưởng nhớ Blanche d'Antigny (nửa trái đào ngập xirô vani trên kem dâu, phủ kem) hay được biết đến nhiều hơn là món tráng miệng fraises à la Sarah Bernhardt (dâu tây với kem vani, dứa sorbet, kem đánh và rượu mùi curaçao). Nhưng không món nào nổi tiếng như Đào Melba. Escoffier dành món ăn mình cho phụ nữ, nghệ sĩ và cả những vở opera yêu thích. Đào Melba chính là phản ánh niềm ngưỡng mộ của ông. Ông đặt tên món ăn của mình theo tên các nhà soạn nhạc (Bellini, Bizet, Donizetti, Gounod, Massenet, Rossini, Verdi), nhân vật chính trong các vở opera (Aida, Carmen, Othello, Tosca), ca sĩ (ngoài Melba ra còn có Emma Calvé, Victor Maurel, Sibyl Sanderson, Adelina Patti). Ông còn tạo ra món poularde à la diva (gà nhồi cơm, gan ngỗng béo và nấm cục truffle) để vinh danh Andelina Patti. Những cái tên khá lạ tai là đặc điểm món ăn của Escoffier nói chung, việc này không kỳ cục chút nào mà là một phần tất yếu và tự nhiên trong quá trình cải cách nghệ thuật ẩm thực của ông. Các nhà hàng kiểu cũ dùng service à la française, nơi phục vụ tất cả các món ăn cùng một lúc, thực khách có thể nhìn thấy món ăn trực tiếp, tên gọi phức tạp có thể dẫn đến nhầm lẫn. Trong các nhà hàng kiểu mới do Escoffier định hình, khách sẽ gọi món theo thực đơn giống như ngày nay, nên có thể sử dụng các tên gọi phức tạp hơn (thường bằng tiếng Pháp). Từ đó thực khách có thể thích gọi những món ăn như vậy, như món mang tên Melba chẳng hạn. Không giống như nhiều món ăn khác của Escoffier và các đầu bếp khác sử dụng tên những nhân vật nổi tiếng, món Đào Melba tên nguyên bản tiếng Pháp là pêches Melba chứ không phải pêches à la Melba; việc thiếu cụm à la để khẳng định món này không phải theo phong cách Melba, gợi nhớ đến Melba mà chính xác là món ăn dành riêng cho Melba.
Theo hồi ký của Escoffier, ông phát minh ra món Đào Melba khi khai trương khách sạn Paris Ritz năm 1898. Trong lễ khai trương, Melba nói rằng mình thích món Pêche Cardinal au coulis de framboise của Escoffier và hỏi ông có làm món nào đặc biệt mời mình không. Khi đang viết công thức món ăn, ý tưởng về pêche Melba đã nảy sinh trong đầu Escoffier. Đó là giữ nguyên đặc tính của giống đào đỏ thắm (pêche cardinal) nhưng thêm vào một vài thành phần mới. Mục đích là không làm thay đổi hương vị khi kết hợp đào với mâm xôi mà sẽ làm hương vị đậm đà hơn. Escoffier nhận thấy kem vani là giải pháp tốt nhất. Lần đầu tiên Escoffier phục vụ món tráng miệng này là trong sự kiện quan trọng khác của đời ông: lễ khai trương khách sạn Carlton tại Luân Đôn ngày 15 tháng 7 năm 1899 (hoặc ngày 1 tháng 7 nhưng một số nguồn thông tin được cho là không chính xác). Lễ khai trương diễn ra rất hoành tráng và Escoffier được báo trước là Melba cũng có mặt.
Bản thân Nellie Melba cũng dành một vài đoạn hồi ký về món tráng miệng này nhưng không viết rõ bất kỳ ngày tháng nào. Khi ấy là đầu xuân, bà đang ăn trưa trong một căn phòng nhỏ tại khách sạn Savoy. Bà rất đói và được phục vụ một bữa ăn thịnh soạn. Cuối cùng, món ăn mới đựng trong đĩa bạc nhỏ được mang đến kèm lời nhắn rằng  Escoffier đã chuẩn bị món đặc biệt đó cho bà. Melba đã ăn và ghi lại trong hồi ký "And much as Eve tasted the first Apple, I tasted the first Pêche Melba in the World" (Như Eva đã nếm thử trái táo đầu tiên, tôi đã nếm món Pêche Melba đầu tiên trên thế giới). Melba rất thích món tráng miệng này và hỏi Escoffier về tên món ăn. Escoffier nói rằng món tráng miệng chưa có tên nhưng sẽ rất vinh dự nếu có thể gọi nó bằng tên của Melba và bà đã đồng ý. Melba không nghĩ gì về nó nữa cho đến một thời gian ngắn sau đó, bà ngạc nhiên khi phát hiện ra rằng món tráng miệng này đã trở thành thời thượng mới nhất tại Luân Đôn. Bà xác nhận dứt khoát rằng tác giả của Đào Melba cũng như các món nổi tiếng là fraises Melba và poires Melba chắc chắn do Escoffier tạo ra. Bà nhận được rất nhiều thư từ các đầu bếp trên khắp thế giới muốn nhận tác quyền món Đào Melba. Bà coi đó là hành vi gian lận và thẳng thừng bác bỏ. Chính Escoffier từng yêu cầu bà đích thân lên tiếng phủ nhận những tuyên bố như vậy.
Melba không ngại gọi món ăn theo tên mình. Nhưng bà vốn rất không hài lòng khi nhiều sản phẩm công nghiệp khác lấy tên mình mà bà không được hưởng lợi tài chính nào. Dù bản thân không hút thuốc, bà luôn phải mời bạn bè thuốc lá nhãn hiệu "Melba". Ngay cả Đào Melba, hay đúng hơn là thành phần trong đó, cụ thể là xốt Melba (sauce Melba) cũng nhanh chóng trở thành một sản phẩm công nghiệp. Đầu năm 1906, nước xốt Melba đóng chai được bán ở London. Tờ rơi quảng cáo mô tả nước xốt này là jus de fruit pour entremets (nước trái cây tráng miệng). Sản phẩm do công ty riêng của Escoffier là Escoffier's Food Preputions Syndicate Ltd. sản xuất.
Năm 1904, nhà văn người Mỹ Edith Wharton là một trong những người đầu tiên đề cập đến món Đào Melba trong văn chương. Năm 1905, bà xuất bản tiểu thuyết House of Mirth (Nhà vui sướng) trong đó đề cập đến món tráng miệng "Pêches à la Melba". Trong tiểu thuyết, Đào Melba là một món trong "bữa sáng tinh tế" mà nhân vật chính Lily Bart đã ăn dù không có tiền để ở trong "thế giới vui sướng", thế giới sang trọng và tinh tế.
| “ | Hôm nay chúng ta sẽ có món ngọt nào nhỉ – Coupe Jacques hay Pêches à la Melba?... Mọi chuyện đã kết thúc trong chốc lát - người phục vụ với thực đơn trong tay vẫn đang chờ thực khách chọn Coupe Jacques hay Pêches à la Melba – nhưng trong khoảnh khắc ấy, cô Bart đã định đoạt số phận mình.Nguyên vănWhat sweet shall we have today, dear–Coupe Jacques or Pêches à la Melba?... It was over in a moment–the waiter, menu in hand, still hung on the result of the choice between Coupe Jacques and Pêches à la Melba–but Miss Bart, in the interval, had taken the measure of her fate. | ” |

Trước đó vào năm 1903, ấn bản đầu tiên của Le guide culinaire (Hướng dẫn ẩm thực) cũng nhắc đến công thức vắn tắt của Đào Melba. Ngoài ra, món cũng được liệt kê (mà không ghi công thức) trong thực đơn bữa tối cho các sĩ quan Đức tại khách sạn Carlton tháng 11 năm 1902, trong đó có cả món poires Melba.
Như chính Nellie Melba viết trong hồi ký, món ăn mang tên bà nhanh chóng trở nên cực kỳ nổi tiếng. Có rất nhiều bài đề cập đến Đào Melba trên báo chí đầu thế kỷ 20. Một bài viết trên tạp chí Harper's Bazaar năm 1909 coi Đào Melba là món ăn nổi tiếng nhất của Escoffier "một món ngon được cả thế giới văn minh biết đến". Tạp chí này năm 1908 cũng đăng một bài của chính Escoffier, trong đó ông viết nhiều về Đào Melba. Theo bài viết này, Nellie Melba rất thích vị đào đỏ thắm pêches cardinal của Escoffier, nhưng bà hỏi rằng liệu ông có thể cải thiện công thức được không. Sau nhiều năm thử nghiệm ông mới có được công thức này (một công thức Đào Melba khác, theo đó mâm xôi được thêm rượu kirsch, còn đào không ngâm nước mà nhúng trong xirô vani).
Với thông tin từ các nguồn khác nhau, ngày và nơi ra đời chính xác của món Đào Melba là chưa rõ. Nhưng chắc chắn một điều rằng vào đầu thế kỷ 20, Đào Melba là một trong những món được biết đến rộng rãi nhất và thường được phục vụ trong các nhà hàng. Đến tận ngày nay, đây vẫn là một trong những món tráng miệng phổ biến nhất. Đào Melba được coi là một trong những món ăn nổi tiếng nhất của Escoffier và của nền ẩm thực thế giới nói chung, đồng thời là minh chứng tiêu biểu cho nghệ thuật ẩm thực đầy sáng tạo của ông. Theo Pierre Hermé, Đào Melba là một trong những món tráng miệng Âu cổ điển nổi tiếng nhất và là món tráng miệng chế biến từ trái đào trứ danh nhất. Chuyên gia ẩm thực Robert Courtine cho rằng không gì ngon hơn trái đào tươi mới hái, nhận định Đào Melba là ví dụ về món ăn hiếm thấy. Người viết tiểu sử cho Escoffier là Kenneth James cho rằng đây là cách hay nhất để thưởng thức món đào, với điều kiện phải cẩn thận làm theo đúng công thức. Cũng có khi Đào Melba bị các đối thủ chế giễu là lòe loẹt, thô thiển; dễ sản xuất hàng loạt, chỉ tạo ảo giác về một món ngon hiếm có; đặt theo tên người nổi tiếng chỉ nhằm thu hút sự chú ý của công chúng. Bản thân Escoffier cũng tự tán dương trên L'Art culinaire (Nghệ thuật ẩm thực) coi Đào Melba là thành tựu vĩ đại nhất của mình, "thường xuyên ngự trị trong các bữa tiệc xa hoa nhất và danh tiếng nó còn truyền qua cả đại dương". Trong lĩnh vực đồ ngọt, Đào Melba là thành quả đáng nhớ nhất của Escoffier.
Giai thoại kể rằng Melba hiếm khi ăn kem vì sợ rằng sẽ ảnh hưởng đến giọng hát. Escoffier đặc biệt làm món Đào Melba cho bà với niềm tin rằng khi kết hợp đào và dâu tây như vậy, kem sẽ không lạnh đến mức gây tác hại với giọng hát. Giai thoại khác nói về bánh mì nướng Melba cũng do Escoffier tạo ra. Vốn là người thích ăn uống nhiều nên nữ ca sĩ tăng cân nhanh chóng. Bà liền luân phiên ăn thật no sau đó nhịn ăn để giảm cân. Để giúp bà, Escoffier đã tìm tòi và phục vụ một loại bánh mì nướng ăn kiêng trang nhã. Một phiên bản khác lại cho rằng Escoffier chuẩn bị bánh mì nướng cho vợ của César Ritz là Marie-Louise cũng đang muốn giảm cân, và chỉ sau này nó mới được đặt theo tên Melba. Theo như Marie-Louise kể lại thì Ritz mới là người tạo ra bánh mì nướng Melba chứ không phải là Escoffier, bối cảnh là khi bà phàn nàn rằng bánh mì nướng thông thường không bao giờ mỏng như ý mình. Song Marie-Louise từ chối lấy tên mình đặt cho món ăn mà đề nghị lấy tên Melba lúc ấy vừa bị ốm từ Mỹ trở về và cũng phải ăn kiêng. Kenneth James lại cho rằng thông tin từ Marie-Louise không đáng tin lắm. Khó xác định chính xác người tạo ra loại bánh mì nướng rất mỏng vì công thức này quá phổ biến và xuất hiện từ nhiều thế kỷ trước, ví dụ như của Bartolomeo Platina vào thế kỷ 15.

### Pêches au cygne

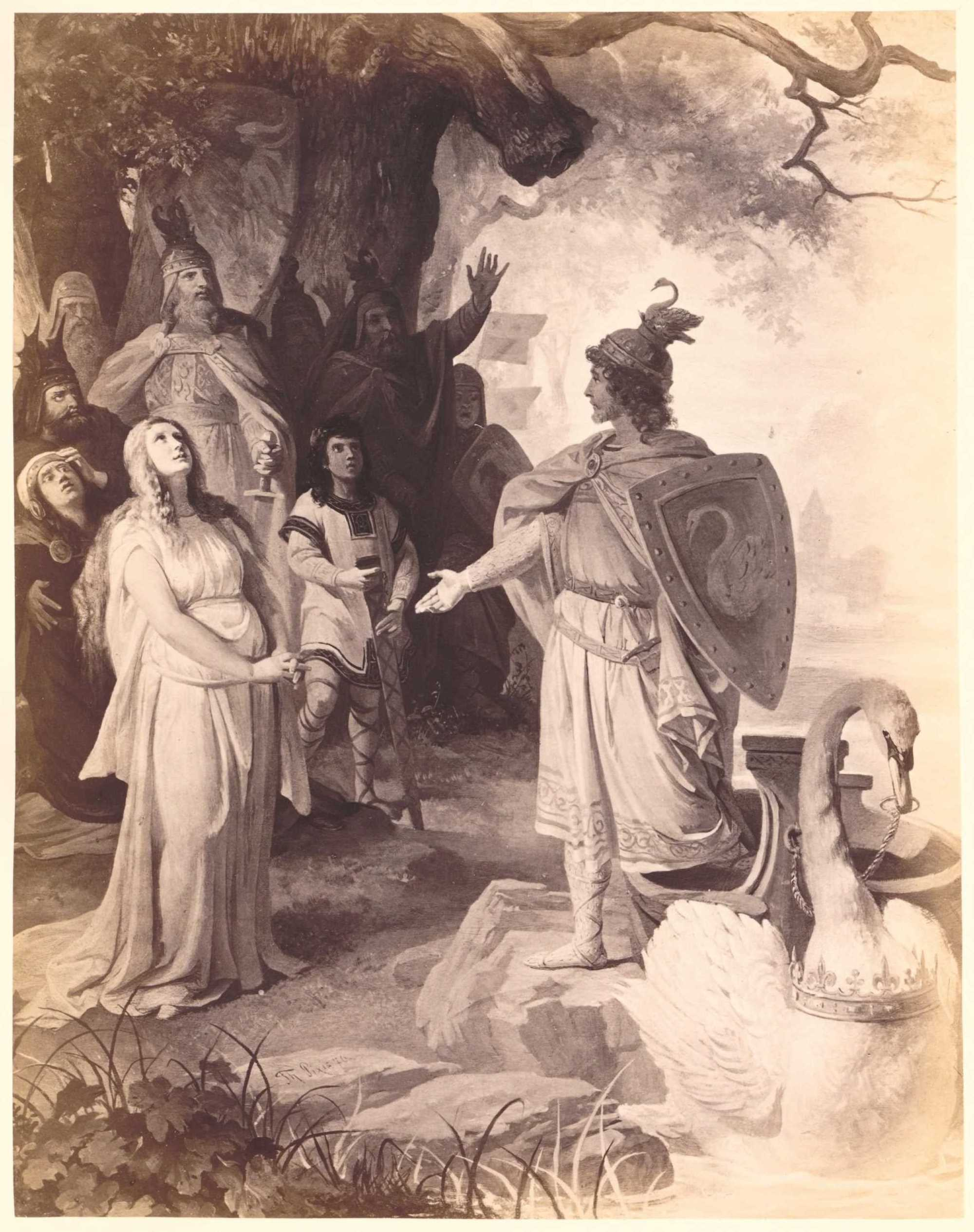
Elsa mừng đón Lohengrin đến trên một con thiên nga

Nhiều nguồn nói rằng Escoffier đã tạo ra Đào Melba sớm hơn, sớm nhất là vào năm 1894 (hoặc năm 1892 cùng các số liệu ngày khác nhau), hay coi Đào Melba chỉ là một "cải tiến" của món tráng miệng năm 1894. Tuy nhiên, chính Escoffier gọi món tráng miệng giống như vậy là pêches au cygne (đào trên thiên nga) và khẳng định hoàn toàn không phải tiền thân hay hình mẫu cho Đào Melba.
Câu chuyện bắt đầu năm 1890 bằng mối tình giữa Nellie Melba với hoàng thân Philip xứ Orleans, người đang tham gia tranh giành ngôi vị Pháp. Tuy nhiên, mối tình này trở thành một vụ bê bối quốc tế năm 1892 buộc hai người phải chia tay nhau, Philip đi Châu Phi trong hai năm. Năm 1894, khi hoàng thân trở lại Châu Âu, Melba đã cố gắng đoàn tụ với người tình. Khi đó, bà đang sống tại khách sạn Savoy ở Luân Đôn như thường lệ, hoàng thân Philip cũng là khách thường xuyên tại nơi này. Đó là giai đoạn bà vào vai Elsa trong Lohengrin ở Covent Garden, với Jean de Reszke trong vai Lohengrin. Đây là vai diễn yêu thích và trứ danh của Melba. Ngày 15 tháng 6 năm 1894, bà vào vai Elsa trong buổi cuối ở Luân Đôn. Escoffier thường đến xem opera, thưởng thức giọng hát Melba và đặc biệt yêu thích vai Elsa này. Vé xem Lohengrin cũng do chính Melba tặng Escoffier để tri ân những món ăn mà ông tạo ra.

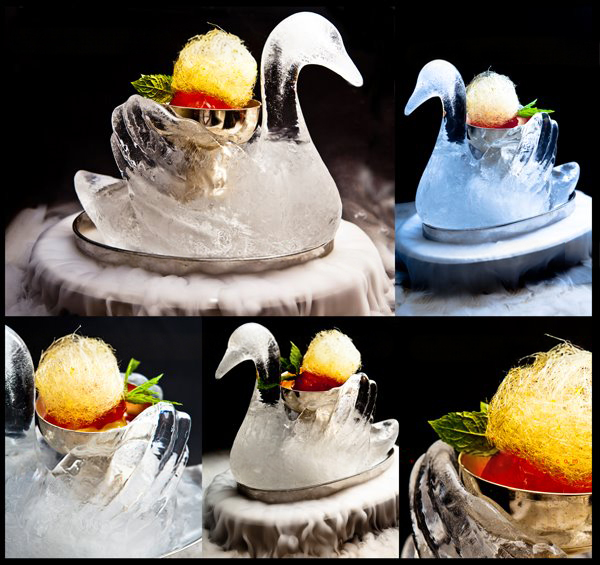
Phiên bản món pêches au cygne (đào trên thiên nga) đương đại

Nữ ca sĩ quyết định tổ chức một bữa tối thân mật, chủ yếu là các cộng sự từ Covent Garden, ngoài ra có một số bạn bè, và Hoàng thân Philip cũng tham dự. Món tráng miệng làm từ đào trong thực đơn là pêches flambée. Nhưng Escoffier nhân cơ hội này đã chuẩn bị một món ăn khác đặc biệt và mới lạ cho Melba. Lấy cảm hứng từ hình ảnh thiên nga tuyệt vời trong vở Lohengrin, ông đã làm những con thiên nga bằng băng. Ông đặt đĩa bạc giữa hai cánh thiên nga, trên đó là kem vani và đào được những sợi đường phủ qua thành một cấu trúc phức tạp, rồi rắc đường lên trên nữa. Sau đó, Escoffier cũng ngạc nhiên khi thấy Melba thích thú với vị đào bình thường trên kem vani.
Marie-Louise Ritz cũng nhắc lại về sự hiện diện của Hoàng thân Philip tại bữa tiệc. Melba và Philip sau đó gặp nhau vài lần nhưng không bao giờ tiến đến với nhau nữa. Có nhiều phiên bản khác về chuyện tạo ra món tráng miệng này nhưng không chi tiết bằng. Ví dụ The New Larousse Gastronomique có nhắc đến pêches au cygne coi là món Đào Melba đầu tiên, với chi tiết khác biệt là Hoàng thân Philip đứng ra tổ chức bữa tiệc để chúc mừng thành công của Melba trong vai Elsa.
Pêches au cygne phức tạp hơn nhiều so với Đào Melba. Linda Civitello cho rằng đó là lý do tại sao nó không được nhiều người chú ý đến. Món tráng miệng chỉ trở thành cú hit trong nghệ thuật ẩm thực khi Escoffier loại bỏ thiên nga băng và cấu trúc cầu kỳ bằng sợi đường. Mặt khác, Escoffier nói Melba và khách khứa thích thú chỉ vì hình ảnh thiên nga hơn là hương vị đào và kem.

## Thành phần và chế biến
Escoffier đã viết ra nhiều công thức cho Đào Melba. Những công thức này có thể tìm thấy trong các sách dạy nấu ăn hiện đại với nhiều biến đổi đáng kể. Tuy nhiên, về nguyên tắc, Đào Melba cổ điển gồm nửa trái đào chín còn tươi ngâm, dâu tây (hoặc mâm xôi) xay nhuyễn với đường bột và kem vani, có thể rắc lên lớp hạnh nhân tươi. Trải kem vani thành lớp mỏng trên đĩa bạc rồi xếp đào lên, phủ  một lớp dâu tây nhuyễn. Món tráng miệng cũng có thể được phục vụ trong bát pha lê. Trong một số công thức nấu ăn của Escoffier và nhiều công thức hiện đại, dâu tây được thay bằng mâm xôi, và đào được nấu qua trong trong xirô vani.
Một món tráng miệng lâu đời hơn và rất giống với Đào Melba là món đào đỏ thắm pêches cardinal. Các công thức pêches cardinal có thể khác nhau về chi tiết nhưng hầu như luôn là đào kết hợp với dâu tây xay nhuyễn. Khác biệt duy nhất với Đào Melba là trong đó không có kem. Tuy vậy, không giống như thời Escoffier, pêches cardinal ngày nay thường được phục vụ với kem nên sự khác biệt là không hề rõ ràng. Tuy nhiên, theo Escoffier, bản chất của Đào Melba không phải ở nguyên liệu và cách pha chế vì rất đơn giản, mà là cách bày biện và phục vụ. Một món ăn tương tự khác cũng liên quan đến lịch sử nguồn gốc Đào Melba là món pêches flambées (đào lửa).
Mặc dù cũng đưa ra một số biến thể khác nhau trong sách dạy nấu ăn của mình, Escoffier phản đối mạnh mẽ bất kỳ biến thể nào khác vào công thức của món ăn đơn giản này. Hơn nữa, Escoffier không biết tiếng Anh, nên tất cả các ấn bản sách nấu ăn của ông tuy bằng tiếng Anh nhưng đều quy định là bản dịch. Hồi ký của ông viết:
| “ | Đào Melba là món ăn rất đơn giản bao gồm đào chín mềm, kem vani và mâm xôi ngọt. Bất kỳ thay đổi nào trong công thức này đều làm hỏng sự cân bằng tinh tế trong hương vị của nó.Nguyên vănPêche Melba is a simple dish made up of tender and very ripe peaches, vanilla ice cream and a puree of sugared raspberry. Any variation on this recipe ruins the delicate balance of its taste. | ” |

Suốt đời ông đã phản đối việc thêm vào rượu kirsch, mứt hoặc kem tươi. Công thức nấu ăn không được bảo hộ pháp lý, không có bằng sáng chế nên Escoffier không được hưởng lợi tài chính nào từ món Đào Melba vô cùng phổ biến.
Các tác giả nấu ăn hiện đại thường thay đổi khác đi so với Escoffier. Dù biết rõ ý kiến của Escoffier, Aleksandra Crapanzano đã đề xuất trên tờ The Wall Street Journal công thức bổ sung rượu mùi Crème de Pêche (đặc biệt khi đào chưa đủ chín thơm) và rượu mùi Crème de Framboise nhằm gia tăng hương thơm và màu sắc của mâm xôi; đào nên được rắc chanh để giữ màu. Nhiều công thức về sau (như của Prosper Montagné, Pierre Hermé, Joël Robuchon) không quá khác biệt so với "công thức nguyên bản", đào không được đun trong nước mà trong xirô vani (Escoffier cũng có đưa ra xirô vani trong một số công thức). Paul Bocuse đưa ra quy trình chế biến hơi khác: đầu tiên đào được đun sôi nhanh trong nước, để nguội, ngâm vào xirô vani ấm trong vài phút và làm lạnh lại. Đào Melba cũng hay được đề xuất trang trí với kem tươi (hoặc chính xác hơn là crème chantilly) như công thức của Alain Ducasse.
Công thức rất ngắn gọn đến từ ấn bản đầu tiên của Le guide culinaire (1903), một trong những cuốn sách dạy nấu ăn đầu tiên của Escoffier. Công thức nằm dưới mục Pêches et Brugnons ou Nectarines với tên ngắn là Melba. Nó cũng khác với "công thức nguyên bản" được viết ra sau này.
| Melba. – Pochées au sirop vanillé, dressées sur couche de glace-vanille et nappées de purée de framboises. |  | Melba. – Nấu trước trong xirô vani, đặt trên một lớp kem vani và phủ mâm xôi xay nhuyễn lên trên. |

Còn trong tác phẩm mới hơn là Ma cuisine, Escoffier đưa ra công thức sau:
| Pêches Melba Choisir des pêches à chair tendre n'adhérant pas au noyau; les plonger une minute dans de l'eau bouillante, puis dans de l'eau glacée, comme il est expliqué aux « Pêches Adrienne », les déposer sur un plat, les saupoudrer de sucre et les tenir au frais. D'autre part, on aura préparé une glace à la vanille très crémeuse et une purée de framboises aussi fraîches que possible et sucrée. Dresser la glace à la vanille dans une timbale ou dans une coupe en cristal, disposer les pêches sur la glace et les napper de purée de framboises. NOTA. – Pendant la saison des amandes vertes, on pourra facultativement semer sur les pêches des amandes finement effilées; mais ne jamais faire usage d'amandes sèches |  | Đào Melba Chọn những trái đào mềm, không bị dập; nhúng vào nước sôi một phút, rồi trong nước đá, như đã giải thích với món "Pêches Adrienne", đặt đào lên đĩa, rắc đường và giữ mát. Mặt khác, chuẩn bị kem vani béo ngậy và trái mâm xôi ngọt tươi xay nhuyễn. Cho kem vani vào cốc vại hoặc cốc pha lê, đặt đào lên trên đá và phủ mâm xôi xay nhuyễn lên trên. GHI CHÚ. - Nếu đúng mùa hạnh nhân, có thể tùy ý rắc hạnh nhân xắt mỏng lên trên đào; nhưng không bao giờ được dùng hạnh nhân khô |

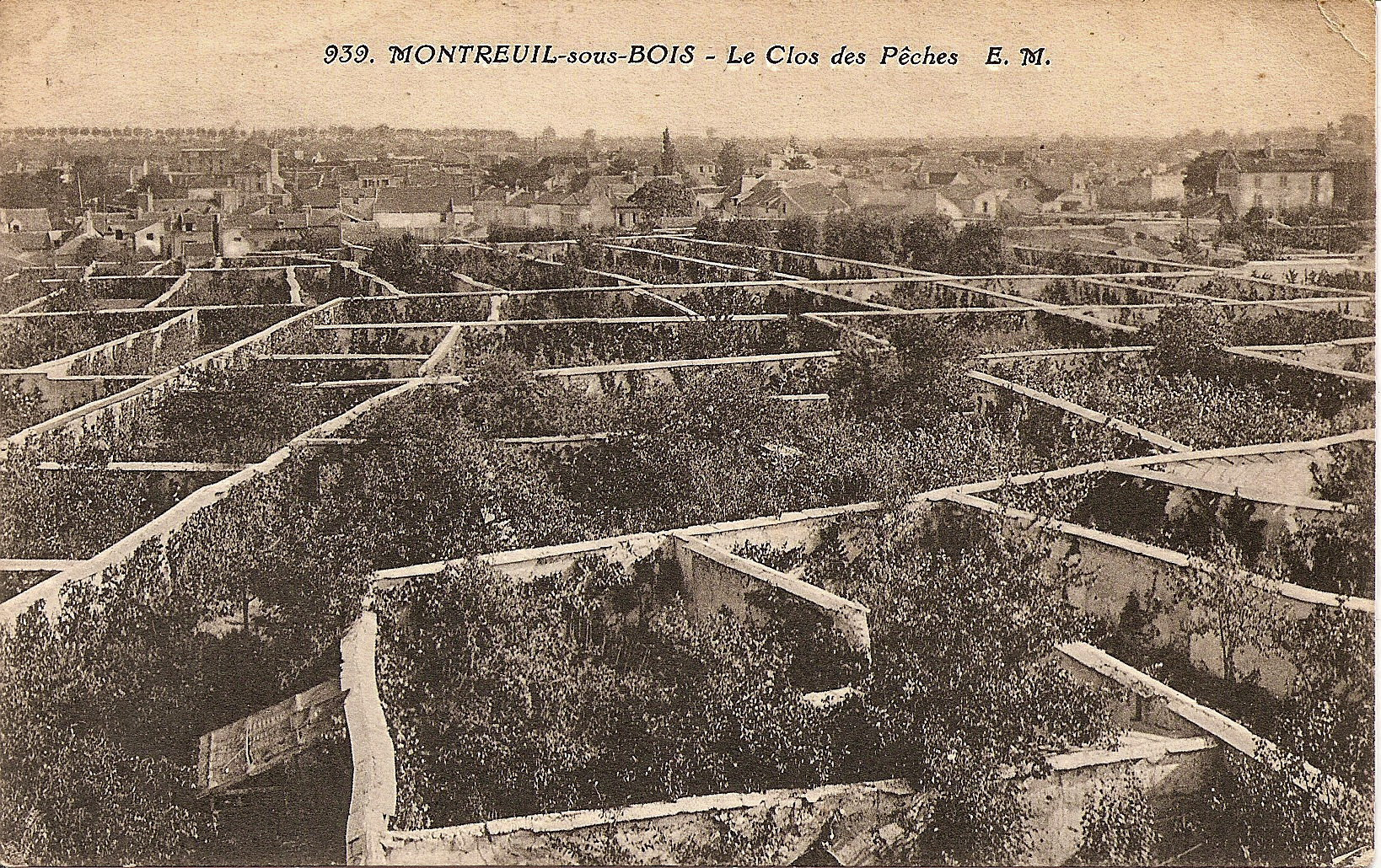
Trồng đào Montreuil đầu thế kỷ 20 (murs à pêches)

Công thức mà Escoffier gọi là "nguyên bản" thực ra lại chỉ được viết khi ông đã nghỉ hưu vào thập niên 1920. Ông khuyên chọn những trái đào chín mọng và cho rằng đào Montreuil là ngon nhất để làm món Đào Melba.
Đào Montreuil được trồng ở Montreuil gần Paris thành hàng, dọc theo những tường rào đặc biệt (gọi là murs à pêches) nổi tiếng với hương vị tuyệt hảo trong nhiều thế kỷ. Mặc dù khuyến nghị sử dụng đào tươi để có chất lượng ngon nhất nhưng  Escoffier nhận ra rằng đào đóng hộp đang được dùng hàng loạt trong quá trình chế biến Đào Melba. Ông có nhắc về chuyện này trong một bài viết trên tạp chí La Revue culinaire nhưng không lên án mạnh như việc dùng mứt thêm vào. Escoffier hoàn toàn nhận ra rằng Đào Melba thành công phổ biến trên toàn cầu không chỉ là công đoạn chế biến trong nhà bếp, mà ghi dấu góp phần của các sản phẩm đào đóng hộp. Để đáp ứng nhu cầu của các thực khách mến mộ Đào Melba, mỗi năm cần thêm nửa triệu trái đào đưa ra thị trường so với trước đó.

## Các món liên quan
Escoffier thường được coi là tác giả các món ăn khác được đặt theo tên Melba, song nguồn gốc những câu chuyện này thường khá mơ hồ và dựa nhiều vào giai thoại không khác gì Đào Melba. Ví dụ, món Bánh mì nướng Melba (Melba Toast) là loại bánh mì nướng rất mỏng, rất khô và rất giòn (có thể rắc pho mát lên trên), thường ăn khai vị cùng xúp và salad. Bánh mì nướng Melba còn được sản xuất hàng loạt ở quy mô công nghiệp, như của Old London Foods và Nabisco. Xốt Melba là dâu tây ngọt xay nhuyễn với thạch nho đỏ, đây là thành phần trong Đào Melba nhưng được tách ra thành một món riêng biệt. Có những thức uống đề cập trực tiếp đến Đào Melba trong tên như Peach Melba Shake (làm từ đào, kem vani, mâm xôi đỏ...).
Ngành công nghiệp thực phẩm có nhiều sản phẩm mang "hương vị Đào Melba" như sữa chua Peach Melba Yogurt, Peach Melba Latte, trà,...
Các loại trái cây khác cũng có thể chế biến giống như Đào Melba. Nhiều món ăn như vậy cũng khá phổ biến, được chép trong các sách nấu ăn, một số được coi là do Escoffier sáng tạo ra như Lê Melba và Dâu Melba như chính Nellie Melba xác nhận. Nhưng các công thức nấu ăn phong phú cho Lê Melba và Dâu Melba được Prosper Montagné chép trong Larousse Gastronomique.
Montagné còn đưa món ăn hoàn toàn khác biệt nhưng vẫn lấy tên Melba gồm cà chua nhồi thịt gà, nấm truffle và nấm salpico, xốt velouté đem nướng. Hoặc phát triển thêm món noisettes d'agneau Melba trong The New Larousse Gastronomique, gồm thịt cừu nướng trang trí với rau diếp và cà chua giống như món gà.